# Fotoperiodicidad

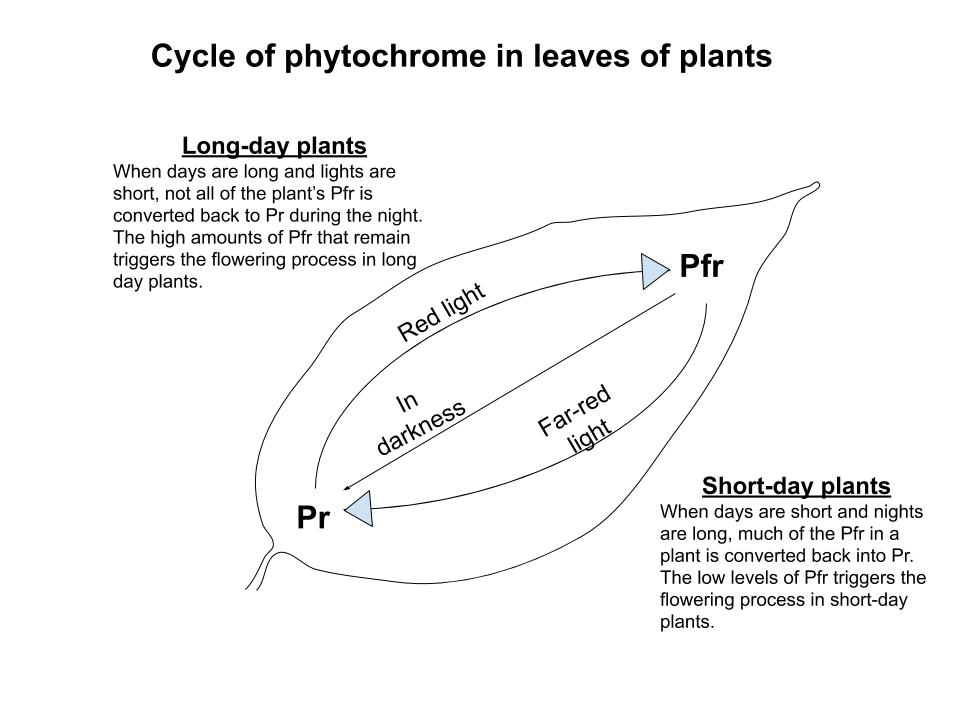
Fotoperiodicidad en las plantas

El fotoperiodismo o fotoperiodicidad es la reacción fisiológica de los organismos (plantas y animales) a la duración del día o la noche.

## En las plantas
Muchas angiospermas utilizan un fotorreceptor, como el fitocromo o criptocromo, para detectar los cambios estacionales en la duración de la noche, o fotoperiodo, que reciben como señales para florecer. En una subdivisión más amplia, las plantas fotoperiódicas forzosas requieren una noche lo suficientemente larga o corta antes de florecer, mientras que las fotoperiódicas opcionales es más probable que florezcan bajo las condiciones apropiadas de luz, pero al final lo harán, al margen de la duración de la noche, o del día.
Las plantas fotoperiódicas están clasificadas como de días largos o de días cortos, aunque el mecanismo regulador está, en realidad, controlado por horas de oscuridad, no por la duración del día.
Los biólogos modernos creen que es la coincidencia de las formas activas de fitocromo o criptocromo, creadas por la luz, junto con los ritmos del reloj circadiano lo que permite a las plantas medir la duración de la noche. Además de para la floración, el fotoperiodismo actúa sobre el crecimiento de tallos o raíces durante ciertas estaciones, o la pérdida de hojas.

### Plantas de días largos
Este tipo requiere una cantidad mínima de horas de luz cada periodo de 24 horas para inducir la floración. En el hemisferio norte se produce típicamente durante el final de la primavera y el principio del verano, periodo durante el cual los días se van alargando, hasta alrededor del 21 de junio (solsticio). Después de esa fecha, los días comienzan a decrecer (por lo tanto las noches se alargan) hasta el 21 de diciembre (solsticio). Esta situación es la inversa en el hemisferio sur (es decir, el día más largo es el 21 de diciembre y el más corto el 21 de junio). Sin embargo, en algunas partes del mundo, el «invierno» o «verano» se referiría a la estación lluviosa o seca respectivamente, en lugar de la temporada más fría o caliente del año.
Algunas de las plantas de días largos forzoso son:
- Dianthus caryophyllus (clavel)
- Hyoscyamus niger (beleño negro)
- Avena sativa (Avena)
- Lolium
- Trifolium (trébol)
- Campanula

Algunas de las plantas de días largos opcional son:
- Pisum sativum (guisante)
- Hordeum vulgare (cebada)
- Lactuca sativa (lechuga)
- Triticum aestivum (trigo candeal)
- Brassica rapa (nabo)
- Arabidopsis thaliana (organismo modelo)

### Plantas de días cortos
Este tipo de plantas florece cuando la duración de la noche es mayor. No pueden florecer con días largos o si se expone la planta a una luz artificial durante varios minutos en medio de la noche, requieren un periodo ininterrumpido de oscuridad antes de que el desarrollo floral pueda comenzar. La luz natural nocturna, como la luz de la luna o los rayos no tienen suficiente intensidad o duración para interrumpir la floración.
En general, estas plantas de día corto (noche larga) florece a medida que los días se acortan (y las noches se alargan), después del 21 de junio en el hemisferio norte, lo que ocurre durante el verano y el otoño. La duración del periodo de oscuridad requerido para inducir la floración varía entre especies y variedades de una especie.
El fotoperiodo afecta la floración cuando el brote es inducido a producir botones florales en lugar de hojas y brotes laterales. Algunas especies deben atravesar un periodo "juvenile" durante el cual no es posible inducir la floración - el arrancamoños (Xanthium) es un ejemplo de especie con periodo juvenil notablemente corto y a la cual se puede inducir a florecer cuando todavía es bastante pequeña.
Algunas plantas de día corto forzoso son:
- Chrysanthemum
- Coffea (café)
- Poinsettia
- Fragaria × ananassa (fresa)
- Nicotiana, var. Maryland Mammouth (tabaco)
- Lemna minor (lenteja de agua)
- Xanthium (arrancamoños)
- Maíz - solamente los cultivares tropicales

Algunas plantas de día corto opcional son:
- Cannabis
- Gossypium (algodón)
- Arroz
- Saccharum officinarum (caña de azúcar)

### Plantas de día neutro
En este tipo de plantas, el inicio de la floración no se basa en el fotoperiodismo; florecen al margen de la duración de la noche. Es posible que se inicie al llegar a una cierta etapa de desarrollo o madurez o en respuesta a estímulos ambientales alternativos, como la vernalización (un periodo de baja temperatura). Las calabazas (Cucumis sativus), los rosales y tomates (Solanum lycopersicum) son algunas de estas plantas.

## En los animales
La duración del día y, por lo tanto, el conocimiento de la estación del año, es vital para muchos animales. Cierto cambios biológicos y de conducta dependen de este conocimiento. Junto con los cambios de temperatura, la fotoperiodicidad provoca modificaciones del pelaje y el plumaje, la migración, el comienzo de la hibernación, el comportamiento sexual, e incluso el tamaño de los órganos genitales.
La frecuencia de canto en pájaros como el canario depende del fotoperiodo. En primavera, cuando se alargan las horas de luz solar, los testículos de los machos aumentan y secretan más andrógenos incrementando la frecuencia de canto. Durante el otoño (menos horas de luz) se produce el efecto inverso. El fotoperiodismo no solo afecta a la frecuencia, sino también al repertorio del canto, aumentando durante el periodo de más horas diurnas y disminuyendo a medida que éstas decrecen. Estos cambios se producen en el núcleo del arcopallium, la región cerebral de las aves, prácticamente homóloga a la amígdala cerebral de los mamíferos, donde reside el centro vocal. El fotoperiodismo provoca el aumento o disminución de estas zonas cerebrales.
En los mamíferos la duración del día queda registrada en el núcleo supraquiasmático que es estimulado por los células de la retina sensibles a la luz las cuales no están implicadas en la visión y que viajan por el conducto retinohipotalámico. Algunos mamíferos son sumamente estacionales, mientras que la estacionalidad humana se debe en gran medida al bagaje evolutivo.

## Lecturas relacionadas
- D.E. Fosket, Plant Growth & Development, A Molecular Approach. Academic Press, San Diego, 1994, p. 495.
- B. Thomas and D. Vince-Prue, Photoperiodism in plants (2nd ed). Academic Press, 1997.

- Datos: Q259028
- Recursos didácticos: Fotoperiodismo